# 拉科維察鄉 (蒂米什縣)
45°41′54″N 21°38′09″E / 45.6983°N 21.6358°E
拉科維察鄉（羅馬尼亞語：Comuna Racovița, Timiș），是羅馬尼亞的鄉份，位於該國西部，由蒂米什縣負責管轄，面積117平方公里，海拔高度104米，2002年人口3,057，人口密度每平方公里26人。